# IC 3639
IC 3639 је спирална галаксија у сазвјежђу Кентаур која се налази на листи објеката дубоког неба у Индекс каталогу.
Деклинација објекта је - 36° 45' 21" а ректасцензија 12h 40m 52,9s. Привидна величина (магнитуда) објекта IC 3639 износи 12,2 а фотографска магнитуда 13,0. IC 3639 је још познат и под ознакама ESO 381-8, MCG -6-28-11, FAIR 312, IRAS 12381-3628, TOL 74, AM 1238-362, PGC 42504.